# Extreme Power Metal
Extreme Power Metal osmi je studijski album britanskog power metal sastava DragonForce. Album je objavljen 27. rujna 2019. godine, a objavila ga je diskografska kuća earMUSIC.
Posljednji je album na kojem bas-gitaru svira dugogodišnji basist Frédéric Leclercq i prvi na kojem klavijature ne svira dugogodišnji klavijaturist Vadim Pruzhanov, koji je skupinu napustio 2018. godine. Klavijaturist grupe Epica, Coen Janssen, snimio je klavijature za album dok je DragonForce tražio trajnog novog člana. Glavni singl albuma, "Highway to Oblivion", bio je objavljen 30. srpnja 2019. godine. Drugi singl, "Heart Demolition", bio je objavljen 27. kolovoza. Sastav će uskoro krenuti na turneju povodom objave albuma.

## Snimanje
Grupa je snimila album s producentom Damienom Ranaudom, u studiju Mix Unlimited u Los Angelesu. Dio snimanja uživo je prenosio gitarist sastava Herman Li na Twitchu.

## Popis pjesama
| 1.    | »Highway to Oblivion«                             | 6:48 |
| 2.    | »Cosmic Power of the Infinite Shred Machine«      | 6:36 |
| 3.    | »The Last Dragonborn«                             | 6:12 |
| 4.    | »Heart Demolition«                                | 5:39 |
| 5.    | »Troopers of the Stars«                           | 5:03 |
| 6.    | »Razorblade Meltdown«                             | 4:45 |
| 7.    | »Strangers«                                       | 4:29 |
| 8.    | »In a Skyforged Dream«                            | 4:45 |
| 9.    | »Remembrance Day«                                 | 5:10 |
| 10.   | »My Heart Will Go On« (obrada pjesme Celine Dion) | 3:23 |
| 52:51 |                                                   |      |

## Zasluge
- Herman Li – gitara, prateći vokali
- Sam Totman – gitara, prateći vokali
- Frédéric Leclercq – bas-gitara, prateći vokali
- Marc Hudson – glavni vokali
- Gee Anzalone – bubnjevi, prateći vokali

Gostujući glazbenici
- Coen Janssen – klavijature